# Династия (сезон 6)
Шестой сезон американского телесериала «Династия» (англ. «Dynasty»), выходившего в эфир канала ABC с 25 сентября 1985 по 21 мая 1986 года.
Всего в сезоне 30 эпизодом (включая полуторачасовой эпизод («Титаны» 6 и 7 эпизод), который часто делят на отдельные серии, отчего насчитывают и 31 серию).

## В ролях

### Основной состав
- Джон Форсайт — Блейк Кэррингтон
- Линда Эванс — Кристал Кэррингтон/Рита
- Джоан Коллинз — Алексис Моррэлл Кэррингтон Колби Дэкстер
- Джек Колман — Стивен Кэррингтон
- Гордон Томсон — Адам Кэррингтон
- Джон Джеймс — Джефф Колби
- Хизер Локлер — Саманта-Джозефина «Сэмми Джо» Дин Кэррингтон Риз
- Памела Беллвуд — Клаудия Блейздел Кэррингтон
- Дайан Кэрролл — Доминик Деверо
- Майкл Нэйдер — Декс Декстер
- Кетрин Оксенберг — Аманда Бэлфорд Кэррингтон
- Эмма Сэмс — Фэллон Кэррингтон Колби/Рэндал
- Майкл Прейд — Принц Михал (Майкл)

### Приглашённые звёзды
- Теодор Байкл — Уорник
- Джорд Гамильтон — Джоэль Абригор
- Уильям Бэкли — Джерард
- Чарлтон Хестон — Джэйсон Колби
- Стефани Бичэм — Сэйбл Колби
- Максвелл Колфилд — Майлз Колби
- Кери Армстронг — княжна Елена
- Джоэль Фабиана — Гален, король Молдавии
- Кэйт О’Мара — Кассандра Моррэлл/Кэррисс
- Кен Говард — Гарретт Бойдстон
- Кевин Конрой — Барт Фэллмон
- Пэт Кроули — Эмили Фэллмон

## Описание эпизодов
| № | №  | Оригинальное название / Перевод на русском языке | Режиссёр        | Сценарист                     | Премьера в США   |
| --- | -- | ------------------------------------------------ | --------------- | ----------------------------- | ---------------- |
| 118 | 1  | «The Aftermath / Последствия»                    | Роберт Ширер    | Эдвард Дэ Блазио              | 25 сентября 1985 |
| Люк и леди Эшли погибают в результате обстрела на свадьбе Аманды и Михала в Молдавии, а Алексис пропадает без вести. Революционеры готовы отпустить Кэррингтонов домой, однако без Кристал и Алексис. Сэмми-Джо делится своим планом с Ритой: она просит ее сыграть Кристал, что бы забрать наследованные деньги. "Беспамятная" Фэллон приезжает в Дэнвер и знакомится с Майлзом Колби, двоюродным братом Джеффа. Кристал обнаруживает, что король Гэвен на самом деле жив, однако тут ее берут в плен революционеры. |    |                                                  |                 |                               |                  |
| 119 | 2  | «The Homecoming / Возвращение домой»             | Ким Фридман     | Дэннис Тёрнер                 | 2 октября 1985   |
| В тюрьме Кристал встречает Алексис. Блэйк идёт на сделку с революционерами (ему помогает Дэкс) и семья возвращается домой. Сэмми Джо и Рита начинают воплощать в жизнь свой план. Стивен тяжело переживает смерть Люка. К Рите возвращается её любовник, режиссёр Джоэль Абригор, который сразу берет на себя управление планом Семми Джо. Джефф пытается убедить Блэйка в том, что Фэллон жива, ему никто не верит. |    |                                                  |                 |                               |                  |
| 120 | 3  | «The Californians / Калифорнийцы»                | Гвен Арнер      | Эдвард Дэ Блазио и Гвен Арнер | 9 октября 1985   |
| После долгих уговоров умирающий (об этом никто не знает) Джейсон Колби склоняет Блейка к решению совместного трубопровода. Декс злится, когда Алексис хочет самостоятельно спасти короля Галена. Рита делает ринопластику, чтобы выглядеть как Кристал. Фэллон и Майлз сближаются, Джефф получает звонок от своей тётки Констанции Колби, которая призывает его приехать в Калифорнию. |    |                                                  |                 |                               |                  |
| 121 | 4  | «The Man / Мужчина»                              | Дон Мэдфорд     | Дэннис Тёрнер                 | 16 октября 1985  |
| Констанс отдает Джеффу свою половину семейного бизнеса в Colby Enterprise. Кристал пытается помириться с Сэмми Джо. Ситуация в Молдавии продолжает оказывать нагрузку на брак Аманды и Михала. |    |                                                  |                 |                               |                  |
| 122 | 5  | «The Gown / Платье»                              | Роберт Ширер    | Дэннис Тёрнер                 | 30 октября 1985  |
| Джефф сообщает Блэйку о своём переезде в Лос-Анджелес. Адам и Клаудия женятся на яхте в Сан-Франциско. Встреча Кристал и Риты в Дельта Ро приводит к неожиданным последствиям. |    |                                                  |                 |                               |                  |
| 123 | 6  | «The Titans, Part 1,2 / Титаны, Часть 1,2»       | Ирвинг Джей Мур | Эдвард Дэ Блазио              | 13 ноября 1985   |
| Часть 1. Блэйк готовится к приезду семейства Колби. Алексис и Дэкс возвращаются в Молдавию, чтобы спасти Гэлена. Кристал становится заложницей Джоэля, в то время как Рита занимает место Кристал в её семье. Часть 2. Декс захвачен молдавской армией, однако, одетая как монахиня, Алексис благополучно пересекает границу. Адам говорит Блейк о своем браке с Клаудией, тот сердится, говоря Адаму, что он меняет своё завещание и оставит Адама с $1. Семья Колби прибывает в Денвер из Калифорнии. Стивен расстроен, когда он узнаёт, что Кристал/Рита пригласила Сэмми Джо, чтобы остаться в особняке Carrington. Джефф видит Фэллон, уезжающую с Майлзом от особняка Кэррингтонов. |    |                                                  |                 |                               |                  |
| 124 | 7  | «The Decision / Решение»                         | Гвен Арнер      | Роберт Сайденберг             | 20 ноября 1985   |
| Декс и Алексис увозят парализованного Галена из Молдавии. Garrett Boydson, адвокат Джейсон Колби, надеется возродить отношения с Доминик. Блейк младший подслушивает разговор между Ритой и Сэмми Джо, ему не нравится Кристал/Рита. Аманда говорит Михалу, что она хочет развода (однако сначала она сказала об этом отцу). Фэллон и Майлз занимаются любовью. Джефф клянется себе, что однажды он найдёт Фэллон. |    |                                                  |                 |                               |                  |
| 125 | 8  | «The Proposal / Предложение»                     | Роберт Ширер    | Эдвард Дэ Блазио              | 27 ноября 1985   |
| Клаудия получает завещание покойного Вальтера Ланкершима (старого друга ее первого мужа), который завещал ей нефтяную вышку. Михал говорит Дэксу держаться подальше от Аманды. Семья обнаруживает, что Фэллон не мёртв, но жив и живёт в Калифорнии с Майлзом Колби. Рита начинает давать снотворное Блейку, чтобы избежать того, чтобы заниматься любовью с ним. Алексис заинтригован, когда король Гален обещает сделать её "самой влиятельной женщиной в мире». |    |                                                  |                 |                               |                  |
| 127 | 9  | «The Close Call / Зов»                           | Ирвинг Джей Мур | Диана Гульд                   | 4 декабря 1985   |
| Клаудия и Блэйк ссорятся, когда Блейк не отдает ей нефтяную скважину, и она становится настолько зла, что она соглашается с планом Адама взять под свой контроль всё, чем Блейк владеет. Король Гален выздоравливает в Денвере, он и Алексис начинают строить планы, чтобы вернуть себе власть. В то время как Майкл и Аманда попытаться решить семейные проблемы. Декс продолжает ревновать Алексис к Галену. Джоэл говорит Кристал, что она была заменена Ритой. |    |                                                  |                 |                               |                  |
| 128 | 10 | «The Quarrels / Ссоры»                           | Ким Фридман     | Дэннис Тёрнер                 | 11 декабря 1985  |
| Рита нервничает, когда Блейк планирует отвести её к врачу. Клаудия хочет судиться с Блейком за владение нефтяной скважиной, но Адам убеждает её, что они могут иметь больше, чем просто один "колодец". Дэкс просит Алексис не доверять Галену, так как тот её использует. Алексис видит, как Кристал ругает ЭлБи (Блейка Младший). |    |                                                  |                 |                               |                  |
| 129 | 11 | «The Roadhouse / Дом у дороги»                   | Джером Куртлэнд | Эдвард Дэ Блазио              | 18 декабря 1985  |
| Алексис перевозит Галена в её пентхаус для восстановления сил. Алексис и Декс увидели Кристл с Джоэлом в придорожной закусочной. Когда Кристл посылает признаки помощи, Декс чувствует, что что-то не так, но Алексис говорит ему забыть об этом. Клаудия просит помощи у Стивена, в надежде, что он может убедить Блейка вернуть ей вышку, однако в итоге они ссорятся. Кристал приходит в бешенство, когда видит Риту вместо себя с Блэйком на благотворительном вечере по телевизору. |    |                                                  |                 |                               |                  |
| 130 | 12 | «The Solution / Решение проблемы»                | Ирвинг Джей Мур | Роберт Сайденберг             | 25 декабря 1985  |
| Гален постепенно восстанавливается. Когда ЭлБи говорит Алексис, что он видел, как Кристал целовал её врач, Алексис говорит Блейку, что у Кристал роман с доктором Трэверс (он же Joel). Доминик встречается с Гарретом Boydston. Кристл понимает, что Джоэл влюбляется в нее. Рита начинает отравлять Блейк. Адам и Стивен борются за строительство трубопровода с претендующим в конгресс чиновником - Бартом Фэллмоном. |    |                                                  |                 |                               |                  |
| 131 | 13 | «Suspicions / Подозрения»                        | Нэнси Мэлоун    | Диана Гульд                   | 8 января 1986    |
| Блейк страдает от головокружения, после медленного отравления Ритой. Стремясь обеспечить имение Carrington, Joel убеждает Риту вводить смертельную дозу. Разъяренный Стивен прибегает к Барту Фэллмону и затевает драку. Блэйк представляет Дексу полное право на строительство. Клаудия решает взять борьбу за ее нефтяную скважину в свои руки. Аманда расстроилась, узнав, что Елена помогает Майклу. сестра Алексис, Карресс Морелл, высвобождается из венесуэльской тюрьмы. Она пишет историю жизни Алексис Каррингтон-Dexter со всеми подробностями. Сэмми Джо обнаруживает пустой флакон с ядом. |    |                                                  |                 |                               |                  |
| 132 | 14 | «The Alarm / Тревога»                            | Ким Фридман     | Эдвард Дэ Блазио              | 15 января 1986   |
| Гален строит планы по возвращению трона, в то время как Елена (глава контрреволюции) находится под угрозой срыва, она зовёт на помощь Майкла. Carress прибывает в Денвер и сразу же начинает проведение обширных исследований об Алексис. Джоэл намерен бежать в Южную Америку с Кристл, а не с Ритой. Адам, воспользовавшись преимуществом состояния Блейка, даёт ему подписать документы о предоставлении Адаму его доверенности. Адам хвастается Клаудии, но она подозрительна и продолжает свою попытку доказать законное право собственности на нефтяную скважину. Сэмми Джо разговаривает с Ритой о плане отравить Блейк, Рита напоминает ей, что Сэмми Джо тоже замешана. Сэмми Джо предупреждает Стивена. Блейк становится плохо от сердечного приступа, он падает вниз по лестнице, Рита не помогает ему, а убегает. На помощь приходят Стивен и Сэмми Джо. |    |                                                  |                 |                               |                  |
| 133 | 15 | «The Vigil / Беспокойство»                       | Ирвинг Джей Мур | Дэннис Тёрнер                 | 22 января 1986   |
| После падения с лестницы, Блейк доставлен в больницу. Бессознательно, Блейк возвращается в прошлое к моменту до его падения и понимает, что 'Krystle' не Кристал. Гален продолжает свою обманчивую шараду и просит два миллиона долларов от ничего не подозревающей Алексис; Декс раздражен. Рита паникует, когда Блейк требует у неё, кто она на самом деле; она убегает к Джоэлу, но сталкивается с Кристл. Женщины дерутся на чердаке, настоящую Кристал спасает Сэмми Джо, но на выходе они сталкиваются с Джоэлом. |    |                                                  |                 |                               |                  |
| 134 | 16 | «The Accident / Несчастный случай»               | Ким Фридман     | Эдвард Дэ Блазио              | 29 января 1986   |
| В Delta Rho Кристал и Сэмми Джо застигнуты в расплох Джоэлом, но Сэмми Джо выдает тетю за Риту и они ускользают. Блэйк и Кристл воссоединяются, но Krystle не дают покоя кошмары о Джоэле. Сэмми Джо просит у тети прощения и та решает не выдвигать обвинения против неё. Джоэл, полагая, что Рита - Кристал, раскрывает ей свой план о поездке в Южную Америку. Когда они бегут из Денвера, Рита открывается и затевает ссору с Джоэлом в автомобиле, происходит авария; полиция позже сообщает Блэйку, что никаких тел не найдено в обломках. Алексис пытается доказать, что, пока Кристал была в заложницах, та спала с Джоэлом и идёт в СМИ, чтобы разжевать эту историю в газетах, в то время как Блэйк просит Адама проследить за тем, чтобы СМИ не писали об этой истории. Декс пытается заставить Галена ходить, но приводит к тому, что ссорится с Алексис. К Доминик приезжает её дочь, Жаклин (Джеки) из Европы. Клаудия выслеживает доктора Эдвардс (который лечил Адама от наркозависимости в юности) в штате Монтана. |    |                                                  |                 |                               |                  |
| 135 | 17 | «Souvenirs / Памятные подарки»                   | Роберт Ширер    | Диана Гульд                   | 5 февраля 1986   |
| По заказу Алексис, репортер, замаскированный под няню, пробирается в дом, чтобы "допросить" Кристл. Krystle паникует с осознанием того, что другая женщина жила её жизнью. Блейк упрекает Адама за его беспечность, допустив журналиста на территорию. Фэллон возвращается домой, скрывая тот факт, что она была изнасилована Майлзом Колби. Три брака находятся в серьезной опасности: Клаудиа посылает Адаму письмо о том, что не хочет его больше видеть; Аманда сообщает Майклу, что она хочет развода после очередной ссоры; после того, как Дэкс увидел как король Гэлен "коронует" Алексис; Декс уходит от неё. Гален случайно раскрывает выздоровление перед сыном и настаивает на том, чтобы Майкл никому не говорил об этом, а лучше спасал свой брак. Аманда позже находит пьяного Декса и приводит его обратно в комнату, где позже они занимаются любовью. Алексис узнает, что её сестра вышла из тюрьмы и просит помощи у Зака Повэра. |    |                                                  |                 |                               |                  |
| 136 | 18 | «The Divorce / Развод»                           | Ирвинг Джей Мур | Сьюзан Баскин                 | 12 февраля 1986  |
| Алексис застаёт Аманду и Декса в постели вместе, и на следующее утро Алексис уезжает в Сент-Томас, чтобы получить развод. Гален уверяет Дэкса, что он потерял Алексис навсегда, и теперь она будет его королевой. Адам встревожен, чтобы узнать о планах Блейка, чтобы поставить Стивена во главу совета директоров. В то время как на вечеринке, Адам видит Барта Fallmont и Стивена вместе и извращает это будто это означает нечто большее. Он сразу же начинает собрать улики против сенатора. Garrett встречает Джеки и после изучения ее возраста и трагической потери своего отца вскоре после ее рождения, Гарретт подозревает, что она может быть его дочерью. Вернувшись из Сент-Томас, Алексис обнаруживает, что Гален симулировал свой паралич. Разъяренный, она выгоняет его из своего дома и своей жизни, но оставляет диадему и драгоценности. |    |                                                  |                 |                               |                  |
| 137 | 19 | «The Dismissal / Отставка»                       | Ирвинг Джей Мур | Дэннис Тёрнер                 | 19 февраля 1986  |
| Блейк хочет поймать Джоэля и Риту. Кристл и Сэмми Джо начинают налаживать отношения, когда видит, как раскаивается Сэмми Джо. Майкл сообщает Аманду, что Гален сбежал в Лиссабон, но Аманда говорит, что не шутила, когда говорила о разводе и говорит, что любит Декса. Алексис полностью разрывает отношения с Дэксом. Адам, чтобы выиграть политическую поддержку, говорит о сексуальных предпочтениях Барта Фэлмона, несмотря на протесты Стивена. Кассандра/Кэррис делает неожиданный визит Алексис. Алексис мечтает о Блэйк, но когда Блейк отказывает ей, она клянётся уничтожить его и силой захватить Денвер-Кэррингтон. |    |                                                  |                 |                               |                  |
| 138 | 20 | «Ben / Бен»                                      | Ким Фридман     | Эдвард Дэ Блазио              | 26 февраля 1986  |
| Кризис в Гонконге вынуждает Блейка ехать за границу, оставив Кристл рядом с Алексис на открытии совместного заповедника в Дэнвере. Хотя Барт и Стивен не могут прийти к согласию о частностях трубопровода, они находятся во взаимном согласии со своими страстями. Барт рассказывает Стивену, что он и его старый сосед по комнате были любовниками; в это же время Адам узнаёт об этом от частного детектива. Гарретт ставит под сомнение информацию Доминик об отце Джеки. Подавленная историей с Ритой, Сэмми Джо намерена покинуть Денвер, но остается после того, как Блейк убеждает ее в обратном. Алексис посещает Бена Кэррингтон в Австралии. Она зовёт его обратно в Денвер, в надежде столкнуть отчужденных братьев друг против друга и отомстить Блэйку. После её возвращения Алексис узнает, что Кэррис переехала к ней, Бэн тоже будет жить в ее пентхаузе. |    |                                                  |                 |                               |                  |
| 139 | 21 | «Masquerade / Маскарад»                          | Джером Куртлэнд | Роберт Сайденберг             | 5 марта 1986     |
| Выступая на своей пресс-конференции, Алексис объявляет о маскараде по сбору средств в особняке Кэррингтонов (не предупредив об этом хозяев дома). По возвращении из Гонконга, Блейк неохотно соглашается провести это мероприятие в пользу сбора средств для заповедника. Также он организует званый ужин для семейства Фэллмонов, в надежде убедить экс-сенатора Бака Фэллмона пересмотреть свою позицию по отношению к трубопроводу. На вечере Клэй Фэллмон (младший сын сенатора) знакомится с Сэмми Джо. Вечер заканчивается не лучшим образом как для Блэйка, так и для Барта Фэллмона (Адам угрожает ему разоблачением его ориентации, если тот не переубедит отца по трубопроводу). Перехватив звонок Кэррисс, Алексис узнает о злобном плане своей сестры: о написании книги о своей бурной жизни, после чего решает купить издательство, где собирается печататься Кэррисс. Гаррет говорит Доминик, что узнал, что отец Джеки записан как "неизвестный" в ее свидетельстве о рождении. Доминик отрицает, что Джеки может быть его дочерью. Маскарад в самом разгаре. Уговорами Аманда приводит туда Дэкса, однако позже они ссорятся и Дэкс уходит. Аманду приглашает на танец Клэй Фэллмон. Прибывает Барт и показывает Стивену газету, где написано, что у Барта был гомосексуальный любовник. Стивен подозревает Адама и у них начинается драка на лестнице прямо перед гостями. Алексис приходит на бал с Бэном. В конце вечера Бэн снимает грим и Блэйк узнаёт брата, после чего приказывает ему не появляться в его доме и его жизни. |    |                                                  |                 |                               |                  |
| 140 | 22 | «The Subpoenas / Повестка»                       | Ирвинг Джей Мур | Эдвард Дэ Блазио              | 12 марта 1986    |
| Бен угрожает Алексис, если их планы пойдут не так. Декс признается Аманде, что он не любит её. Стивен и Адам снова дерутся, Блэйк требует прекратить стычки. Блейк также отчитывает Адама за газетную историю. Экс-сенатор Бак Фэллмон приходит в офис Блэйка за разъяснениями по поводу газеты, посл беседы он отзывает судебный запрет на строительство трубопровода. Клаудиа возвращается домой, но только чтобы собрать вещи. Джеки делает звонок в Париж, чтобы запросить копию своего свидетельства о рождении. Несмотря на вопросы Кристл, Блейк отказывается обсуждать отчужденность от своего брата. Блейк получает повестку в суд: Бен собирается оспаривать волю своего отца. Обнаружив зловещие намерения Кэррис, Алексис тайно покупает компанию по книге, чтобы книга сестры никогда не вышла в свет. Ничего не подозревающая Кэррис продолжает писать. Дэкс уезжает из города и приходит к Алексис попрощаться, говоря, что всегда будет любить её. Позже Аманда тоже приходит к Алексис просить прощения, но та отвергает всех. |    |                                                  |                 |                               |                  |
| 141 | 23 | «The Trial, Part 1 / В суде, Часть 1»            | Майкл Хьюго     | Дэннис Тёрнер                 | 19 марта 1986    |
| Алексис рассказывает Кэррисс о том, что купила издательство, где та собиралась публиковать свою книгу "Драгоценная сестра" и смакует разочарование сестры. Джеки приходит к Доменик перед судом для объяснений по поводу "неизвестного" записанного в графе отца в ее свидетельстве о рождении. Доминик, вызванная для дачи показаний, не имеет времени, чтобы объяснить и Джеки уходит в слезах. Бен обвиняет Блэйка в смерти своей матери, допрашивая близких Блэйка и приглашая лжесвидетелей. Главным свидетелем оказывается Алексис, которая говорит, что в момент смерти матери (пожар в доме) Блэйк был в постели с ней. Дэкс отправляется в Алабама к нефтепроводу, который они строят; там он сталкивается с прорабом Хоукинсом из-за его плохой работы (происходит драка) и знакомится с Дженнифер. |    |                                                  |                 |                               |                  |
| 142 | 24 | «The Trial, Part 2 / В суде, Часть 2»            | Дон Мэдфорд     | Дэннис Тёрнер                 | 26 марта 1986    |
| Главный свидетель Бэна, Франклин, признает, что Алексис заплатил ему за ложные показания. Франклин позже прибывает в суд в состоянии алкогольного опьянения и не может рассказать обещанную правду. Суд выносит решение в пользу Бена, и Блейк вынужден отдать одну четвертую часть семейного имущества ему. Блейк собирается подавать апелляцию и разыскать загадочную женщину, которая может очистить его имя. Барт Фэллмон выходит из сенаторской гонки, когда заголовки газет объявляют о его гомосексуальности. Бак Фэллмон приходит к Блэйку за советом. Клаудия сначала приходит к Стивену с извинениями за показания в суде и просит помощи в борьбе с Адамом - Стивен отказывает. Позже Клаудия безуспешно пытается соблазнить Адама. Декс предлагает Клэю Фэллмону работу подрывником. Когда Блейк и Декс осматривают строительство, Хоукинс, с которым у Дэкса была драка ранее, пытается отомстить, но Блэйк спасает Дэкса. Кэррис рассказывает Алексис, что в день смерти Эллен Кэрингтон они с Алексис гуляли по магазинам, поэтому она не могла быть в тот день с Блэйком, а значит ее показания в суде - ложные. Жена Бака Фэллмона, Эмили, готова признать, что она и Бен провели ночь вместе в день смерти Эллен. Опасаясь открытия, Бен предупреждает Эмили о скандале, который приведет, если она сделает это. В то же время, Блейк строит планы по уничтожению Алексис, устраивая корпоративный захват Colbyco. В данной серии мимолетом говорится о свадьбе Фэллон (кроссоверс с «Семья Колби») |    |                                                  |                 |                               |                  |
| 143 | 25 | «The Vote / Голосование»                         | Ирвинг Джей Мур | Эдвард Дэ Блазио              | 2 апреля 1986    |
| Обвинения, выдвинутые против Блейка на суде, вызывают снижение акций Denver-Carrington. На заседании чрезвычайного собрания Мартин Гейнс (которого шантажирует Алексис) предлагает Блейку уйти с поста управляющего. Однако Блейк объявляет о своем плане поглощения Colbyco и получает 6 голосов из 11 на совете (включая Стивена, который неохотно, но соглашается). Декс застает Алексис и Бэна целующимися. Кэррисс приходит к Блэйку и рассказывает о ложных показаниях Алексис. Клаудиа находит доверенность Блэйка на Адама (которую Адам создал, когда Блэйк болел) и использует ее для шантажа Адама. Доминик просит у Гаррета помощи в поисках Джеки и признает, что он ее отец. Аманда погружается в депрессию, когда не может получить работу в Мираже. Ее хочет утешить Клэй Фэлмон, но Аманда просит оставить ее одну. Кристал пытается уговорить Алексис смягчиться к Аманде. Сэмми Джо пытается наладить со всеми отношения; она играет с Дэни и Клэем Фэлмоном. |    |                                                  |                 |                               |                  |
| 144 | 26 | «The Warning / Предупреждение»                   | Дон Мэдфорд     | Диана Гульд                   | 9 апреля 1986    |
| Будучи преисполненной отомстить Алексис, Кэррисс пытается обнаружить личность загадочной женщины Бена, с которой тот провел ночь в день смерти его матери, и, в конце концов, узнает, что это была Эмили Фэлмон - жена сенатора (на момент трагедии) Бака Фэллмона. Доменик продолжает поиски дочери. В отчаянной попытке получить кредиты Блейк временно (на 60 дней) передает управление своей компанией старому "другу" - Бобу Ашмору (Krystle Holdings Ashmore) в обмен на кредит 100 миллионов долларов. Однако, Ашмор имеет сговор с Бэном. Алексис готовится представить китайскому правительству фальсифицированные отчеты, показывающие, что Блэйк обманывал их лицензионные платежи от аренды скважины в Южно-китайском море. Клаудия угрожает раскрыть Адама, если право собственности на нефтяную скважину не вернут ей. Аманда в глубокой депрессии, она пишет письмо матери. Клэй Фэллмон снова пытается сблизиться с Амандой, но она его вновь "отшивает"; они гоняют на машине по серпантину, Аманда не справляется с управлением и пара попадает в незначительное ДТП. Для полиции (а позже и Блэйка) Клэй говорит, что это он был за рулем. Дэкс ругается с Блэйком по поводу заморозки строительства нефтепровода, после чего он приходит к Алексис, что бы просить миллион. Очередная перепалка заканчивается поцелуем и смягчением Алексис, однако в итоге Дэкс отталкивает её. Стивен требует от Сэмми Джо прекращения встреч с Клэйем. |    |                                                  |                 |                               |                  |
| 145 | 27 | «The Cry / Плач»                                 | Ирвинг Джей Мур | Скотт Хэмнер                  | 16 апреля 1986   |
| В отчаянии получить кредит, Блейк принимает предложение от магната Фарука Ахмеда (брата Рашита Ахмеда, с которым у Блэйка были серьезные разногласия в прошлом). В то же время, Фарук состоит в сговоре с Алексис. Кэррисс сообщает Блейку, что Эмили была той загадочной женщиной Бена, а также просит опубликовать книгу "Драгоценная сестра". Блейк разговаривает с Эмили, но видя как она мучается обещает бороться с Беном без показаний на Эмили. Джеки возвращается домой, Доменик сообщает ей, что Гаррет ее настоящий отец. Адам поддается Клаудии и передает право собственности на спорную нефтяную скважину. Аманда впадает все в большее отчаяние; репортер узнает о произошедшем ДТП. Клэй пытается подбодрить Аманду, но та снова убегает. Она пытается найти утешение в семье, но все вокруг слишком заняты, чтобы пообедать с ней. После неудавшихся встреч с отцом, Дэксом, Стивеном и Алексис, Аманда глотает таблетки и теряет сознание прощаясь с Алексис по телефону. |    |                                                  |                 |                               |                  |
| 146 | 28 | «The Rescue / Спасение»                          | Нэнси Мэлоун    | Дэннис Тёрнер                 | 30 апреля 1986   |
| Алексис чувствует, что с Амандой что-то не так; она приезжает в ЛяМираж и находит её в бессознательном состоянии. Доминик предлагает Гаррету брак. Клаудиа прощается с Дэнни и Кристал. Кэррисс требует десять процентов от наследства Бена в обмен на ее молчание в отношении Эмили Фэллмон; Бен соглашается, но тайно организует поездку в Каракас, чтобы засадить Кэррис обратно за решетку. Аманда понемногу восстанавливается. Клэй приглашает Сэмми Джо и Дэнни в цирк. Дэксу кажется, что он уже встречал Бэна раньше. Алексис даёт один миллиард долларов Блейку (однако, он об этом не знает), чтобы получить контроль над его аренды Южно-Китайского моря. Бэн назначает встречу с Кэррис об обмене суммы на "Драгоценную сестру", но обманывает ее, усыпляя и отправляя в Каракас, забирая при этом книгу. Алексис планирует встречу через Лю с китайским министерством нефти. Но она еще не знает о собственной схеме Бена с Лю. |    |                                                  |                 |                               |                  |
| 145 | 29 | «The Triple-Cross / Развилка»                    | Дон Мэдфорд     | Диана Гульд                   | 14 мая 1986      |
| Перед отъездом Блэйка в Гонконг Стивен сообщает ему, что Адам не предоставляет документы для отчета; Блэйк повторно выпускает приказ о содействии и доступе Стивена ко всем органам и бумагам Дэнвер-Кэррингтон, однако Адам вновь не желает сотрудничать. После чего Адам уничтожает компромат. Сэмми Джо сообщает Стивену, что если тот не поменяет к ней отношение, то она может отнять у него опеку над Дэнни, если выйдет замуж за Клэя Фэллмона (ей эту идею подкинул Адам). Клаудия покупает 6 шуб и кучу драгоценностей, направляя счета на оплату Адаму. Адам в ярости требует объяснений, на что та сообщает, что они еще женаты и она хочет сполна отплатить Адаму. Адам говорит Клаудии, что ее нефтяная вышка почти высохла и не сможет приносить прибыли. Алексис фальсифицирует финансовые данные Блейка и предоставляет их китайскому министру нефти Хану. После к Хану приходит Блэйк; министр сомневается в словах о Блэйке, однако говорит тому, что сделка может сорваться. Декс обнаруживает подозрительное прошлое Бена (работа в Китае), он предупреждает Алексис осторожней относиться к Бэну, но та не воспринимает это всерьез. Бэн ухаживает за Алексис в Китае: признается ей в любви и предлагает партнерский бизнес, она на все дает отказ. Доминик планирует свадьбу в ЛяМираж. Аманда ссорится с Сэмми Джо из-за Клэя Фэллмона, после чего вторая устраивает романтический ужин с Клэем. Бэн встречается с Ханом, оказывается он работал у него консультантом в по разработке нефти. Он снова клевещет на Блэйка и очерняет репутацию Алексис, вручив министру переведенную на китайский главу из "Драгоценной сестры". После чего он приходит к Алексис и сообщает ей, что права на месторождения достанутся не ей и не Блэйку, а Бэну.                                                    |    |                                                  |                 |                               |                  |
| 146 | 30 | «The Choice (The Vendetta) / Выбор (Месть)»      | Ирвинг Джей Мур | Эдвард Дэ Блазио              | 21 мая 1986      |
| Алексис решает простить Бэна, но рассказывает ему о возможных проблемах с Джэйсоном Колби. Бэн предлагает ей долю в сделке, чтобы решить эти проблемы (то, на что Алексис и рассчитывала). В аэропорту их встречают репортёры и Блэйк: он зачитывает отрывок из "Драгоценной сестры" перед журналистами, что приводит Алексис в ярость. После к ней в офис приходит журналист и расспрашивает об убийстве, за которое Кэррис сидела в тюрьме Каракаса. Тем временем Кэррис из своей камеры в Каракасе просит охранника передать письму Блэйку - "человеку, от которого зависит ее жизнь". Разгневанный Клаудиа ссорится с Блейком и обвиняет его в выкачивании нефти из "Ланкершим 1", а затем открывает, что Адам обманул его в подписании доверенности. Блэйк отчитывает Адама. Дэкс затевает драку с Бэном в квартире Алексис. Фарук Ахмед отказывает в кредите в 1 миллиард долларов Блейку, но требует $ 250 млн компенсации и говорит, что за всем стоит Алексис. Джеки узнает, что Гаррет на самом деле никогда не был женат. Чуть позже Алексис убеждает Джеки рассказать, что ее мучает. На помолвку Доминик в ЛяЖираж, куда собрался весь высший свет, Сэмми Джо приходит с Клэем, однако, позже застает его целующимся с Амандой. Девушки устраивают драку в бассейне. Счастье Доминик рушится, когда Алексис рассказывает, что Гарретт никогда не был женат. Клаудия становится все более нестабильной и случайно устраивает в своей комнате пожар, в то время как внизу продолжается вечеринка. Блэйк и Кристл прибывают в особняк, думая, что туда прибыл посол от Хана, но там их встречают Бэн и Аексис. Они сообщают, что китайское правительство им отказывает и, что Алексис приобрела все запасы Блэйка, в том числе особняк Кэррингтонов; озверевший Блейк кидается на Алексис и пытается ее задушить. |    |                                                  |                 |                               |                  |

## Рейтинги
По результатам года, шоу заняло 7-ю строчку в Топ-20 самых рейтинговых шоу с общим показателем 18,7 миллиона зрителей.

## Выход на DVD
Шестой сезон сериала был выпущен в виде двух бокс-сетов, но в один день — 3 июля 2012 года. Каждый бокс-сет состоял из 4-х дисков, на которых разместились 29 эпизодов общей продолжительностью 1440 минут. В отличие от изданий предыдущих сезонов, звуковые дорожки и субтитры на других языках отсутствуют. Кроме оригинальной дорожки и английских субтитров. Какие-либо дополнительные материалы отсутствуют.